# الیاس‌علی‌لار
الیاس‌علی‌لار (ترکی آذربایجانی: Elyasalılar) یک منطقهٔ مسکونی در جمهوری آرتساخ است که در استان شاهومیان واقع شده‌است.